# Vävtekniker
Vävtekniker används, möjligen lite felaktigt, som samlingsordet för vilket vävsätt man använder, ej att förväxla med själva vävtekniken som handlar om alla moment, redskap och problemlösningar kring vävandet i sig.
Enligt bindningsläran finns tre grundformer av bindning:
- Tuskaft
- Kypert
- Satin

Utifrån dessa har många varianter av vävsätt utvecklats. Det finns också ett stort antal lokala bygdevävmönster som ges namn utan att vara egna varianter av vävsätt, såsom: Holmöväv, Åseleväv och så vidare.